# Húrelmélet

Az anyag különböző szinteken, egészen a feltételezett húrok szintjéig.
Magyarázat
1 Anyag,
2 Molekulaszerkezet (atomok),
3 Atom (proton, neutron, elektron),
4 Elektron,
5 Kvark,
6 Húr

A húrelmélet és az M-elmélet két egymásra épülő részecskefizikai modell, mely a részecskéket nem pontszerű, hanem kiterjedt objektumokként kezeli (húrok, membránok). A húrelméletnek a szuperszimmetriát is tartalmazó változatát gyakran szuperhúrelméletnek nevezik. Ezeket az elméleteket elsősorban azért hozták létre, hogy az általános relativitáselméletet és a kvantummechanikát összhangba hozzák, és elkerüljék a részecskefizikának azokat a buktatóit (például a gravitáció kvantálásakor fellépő végteleneket), melyek a pontszerű részecskék feltételezésével előbukkannak. Az M-elméletben nemcsak húrokat, hanem membránokat (bránokat) és magasabb dimenziós objektumokat is feltételeznek. Jelenleg nincs semmilyen közvetlen kísérleti tény, amely a húrelméletet igazolná vagy cáfolná.
A húrelmélet elnevezést mind a 26 dimenziós bozonikus húrelméletekre, mind a szuperszimmetria felfedezése után annak hozzáadásával nyert szuperhúrelméletre szokták használni. Napjainkban gyakran a szuperhúrelméletet értik húrelmélet alatt. Az 1990-es években Edward Witten és mások meggyőző elméleti érveket találtak arra, hogy a különböző szuperhúr elméletek (öt ismert változata van) egy M-elméletnek nevezett, 11 dimenziós elmélet különböző határeseteiként foghatók fel. Ezzel indult el a második szuperhúr-forradalom. (Az M-elméletnek a fekete lyukak termodinamikájában is sikerült olyan entrópiaszámításokat végeznie, amelyek összhangban vannak a korábbi, Bekenstein-Hawking által levezetett eredményekkel.)
A húrelmélet főként annak köszönheti folyamatos népszerűségét a fizikusok körében, hogy reményeik szerint képes lehet az összes alapvető kölcsönhatás leírását egyetlen elméleti keretbe foglalni. A húrelmélet kutatása jelentősen hozzájárult a szuperszimmetrikus térelméletek mélyebb megértéséhez, amelyek a részecskéket pontszerűnek tekintő standard modell lehetséges kiterjesztései.

## Extra dimenziók
A húrelmélet egyik legmeglepőbb tulajdonsága, hogy feltételezi, hogy az univerzumnak a megszokottnál több dimenziója van, és megjósolja ezek számát. Sem Maxwell elmélete az elektromágnességről, sem Einstein relativitáselmélete nem tesz ilyen jóslatot a dimenziószámra. A jól ismert 3 tér- és egy idődimenziót külső feltételként helyezzük bele ezekbe az elméletekbe. Ezzel szemben a húrelméletben a téridő dimenziószáma az elmélet belső konzisztenciájából (például a Lorentz-invariancia megköveteléséből) következik. A probléma az, hogy ha kiszámoljuk a szükséges dimenziószámot, akkor nem négyet (3 tér + 1 idő), hanem 26-ot (bozonikus húrelmélet), 10-et (szuperhúrelmélet), illetve 11-et (M-elmélet) kapunk.

Világvonalak és világfelületek

Ezek az eredmények látszólag komolyan ellentmondanak a megfigyeléseinknek. A fizikusok a következő két fő lehetőség egyikével próbálják feloldani ezt az ellentmondást. Az első módszer, hogy felcsavarjuk (kompaktifikáljuk) a többletdimenziókat. Ez azt jelenti, hogy a 6 vagy 7 extra térdimenzió olyan kicsiny méretűre van "összetekeredve", hogy a jelenlegi kísérleteinkkel nem észlelhető. A 6 dimenziós esetben ezt jellemzően Calabi–Yau-terekkel modellezik, 7 dimenzióban pedig úgynevezett G2-sokaságokkal. Lényegében a többletdimenziókat úgy képzelik el, hogy azok önmagukba csavarodnak. A szokásos hasonlat erre a locsolócső: távolról egydimenziós vonalnak látszik, de közelebbről megvizsgálva észrevehető a második, körkörös kiterjedése. Ehhez hasonlóan feltételezik, hogy a többletdimenziók csak rendkívül kis távolságokon, vagy nagyon nagy energiákon válnának érzékelhetővé.
(Természetesen a locsolócső valójában 3 dimenziós test, de a hasonlatban csak a felületén való mozgásra gondolunk. Ekkor a helyzetünket két adattal adhatjuk meg: például a cső egyik végétől mért távolsággal és a cső kerületén egy kiválasztott ponttól mért elfordulással. Mivel a hely megadásához két adat szükséges és elegendő, a locsolócső felületét kétdimenziósnak tekintjük. A Föld felszíne is kétdimenziós, hiszen a földrajzi szélesség és hosszúság (két adat) megadásával a hely egyértelműen meghatározott.)
A másik lehetőség az, hogy mi a világegyetemnek egy 3+1 dimenziós alterében, egy úgynevezett "bránon" élünk. Ebben a brán-világ elméletnek nevezett modellben a standard modell részecskéi és kölcsönhatásai (az elektromágnesség, a gyenge és erős kölcsönhatás) a bránhoz kötöttek, míg a gravitáció esetleg "szétterjedhet" a többletdimenziókban (a "bulk"-ban) is. Mivel ez a látásmód D-brán nevű matematikai objektumokkal írható le, ezért nevezik brán-világ elméletnek. Ezen elméletek egyes változatai azt jósolták, hogy bizonyos kvantumgravitációs jelenségek, mint például mikro fekete lyukak keletkezése, akár a CERN azóta is működő gyorsítógyűrűjében, a Nagy Hadronütköztetőben (LHC) is megfigyelhetőek lennének. Azonban ilyen jelenségeket eddig nem sikerült kimutatni, így ennek a konkrét lehetőségnek a valószínűsége csökkent.

## A relativitáselmélet és a kvantummechanika egyesítése
A húrelmélet célja, hogy magyarázatot adjon három fő területre: az alapvető kölcsönhatások egységes leírására, a gravitáció rendkívüli gyengeségére a többi kölcsönhatáshoz képest, valamint a részecskék megfigyelt tulajdonságainak (tömeg, töltés stb.) eredetére.
Ami a kölcsönhatásokat illeti, a húrelmélet keretében az erős kölcsönhatást, a gyenge kölcsönhatást és az elektromágneses kölcsönhatást közvetítő részecskék (mértékbozonok) a nyitott húrok rezgési állapotainak feleltethetők meg. Bizonyos modellekben (például a brán-világ forgatókönyvekben) ezek a nyitott húrok D-bránokhoz kötöttek, ami megmagyarázhatja, miért ezek a kölcsönhatások erősebbek és miért korlátozódnak látszólag a mi 3+1 dimenziónkra. A gravitációt ezzel szemben a zárt húrok egyik rezgési állapota, a graviton közvetíti. Mivel a zárt húrok nincsenek bránokhoz kötve, a gravitonok szabadon mozoghatnak a többletdimenziókban is. Ez a brán-világ elméletekben magyarázatot adhat arra, miért észleljük a gravitációt sokkal gyengébbnek a többi kölcsönhatásnál: a gravitációs erő "szétterjed" a nagyobb dimenziószámú térben.
Ezen felcsavarodott extra dimenziók geometriája határozhatja meg az általunk észlelt elemi részecskék tulajdonságait, például tömegüket és töltésüket, amelyek a húrok lehetséges rezgési módjainak felelnek meg a komplex geometriájú térben.
Egyes húrelméleti modellek a sötét energia jelenségét is kapcsolatba hozzák az extra dimenziókkal vagy az azokban létező mezőkkel (például a kompaktifikáció méretét és alakját meghatározó ún. modulus mezőkkel). A húrelmélet potenciális jelölteket kínál a sötét anyagra is, például olyan részecskéket (mint a szuperszimmetriából származó legkönnyebb szuperszimmetrikus részecske, vagy az extra dimenziókhoz köthető Kaluza-Klein részecskék), amelyek csak gravitációsan vagy nagyon gyengén lépnek kölcsönhatásba a standard modell részecskéivel.

## Problémák a húrelmélettel
A húrelméletnek több jelentős megoldatlan problémája és kihívása van. Az első komoly kihívás, hogy az elméletnek nincs teljes, nem-perturbatív megfogalmazása. Bár a dualitások (mint az AdS/CFT-megfeleltetés) fontos betekintést nyújtanak az elmélet nem-perturbatív aspektusaiba, és az M-elméletet egy ilyen átfogó elmélet jelöltjének tekintik, annak alapvető definíciója továbbra sem ismert. A jelenlegi számítások többsége perturbációszámításon alapul.
A második, hogy a húrok feltételezett mérete a Planck-hossz (kb. 1,6 x 10−35 méter) nagyságrendjébe esik, ami messze túl van a jelenlegi kísérleti technológiánk (például részecskegyorsítók) közvetlen elérhetőségén. Ez rendkívül megnehezíti az elmélet direkt kísérleti ellenőrzését.
A harmadik komoly probléma az úgynevezett 'táj'-probléma ('landscape problem'): az elmélet rendkívül nagyszámú (becslések szerint akár 10500 vagy több) lehetséges stabil vákuumállapotot (különböző kompaktifikációs módoknak és fluxusoknak megfelelő megoldást) enged meg. Mindegyik ilyen vákuumállapot más alacsony energiás fizikát, más részecsketulajdonságokat és kozmológiai állandót jósolhat. Ez megnehezíti egyedi, tesztelhető jóslatok megfogalmazását a mi univerzumunkra vonatkozóan, és felveti a kérdést, hogy az elméletnek van-e valódi prediktív ereje, vagy csupán egy rendkívül tág keretrendszer.

## A húrelmélet típusai
Öt konzisztens szuperhúrelmélet létezik 10 dimenzióban. Ezek a következőek: I típus, IIA típus, IIB típus, heterotikus SO(32) (röviden heterotikus-O vagy HO) és heterotikus E8×E8 (röviden heterotikus-E vagy HE). Ezekről sokáig azt hitték, hogy teljesen különböző elméletek, de az 1990-es évek közepén, a második szuperhúr-forradalom során kiderült, hogy közöttük mély kapcsolatok, úgynevezett dualitások állnak fenn. A dualitások azt jelentik, hogy az egyik elmélet bizonyos körülmények között (például erős csatolásnál) ekvivalens egy másik elmélettel (gyenge csatolásnál), vagy hogy különböző geometriai háttereken ugyanazt a fizikát írják le. Például az S-dualitás összeköti az I típusú elméletet a heterotikus-O elmélettel, valamint a IIB típust önmagával. A T-dualitás összeköti a IIA és IIB típusú elméleteket egymással, valamint a heterotikus-O és heterotikus-E elméleteket egymással, ha eltérő sugarú körökre kompaktifikáljuk őket. Úgy gondolják, hogy ez az öt 10 dimenziós elmélet mind egyetlen, mögöttes 11 dimenziós elméletnek, az M-elméletnek a különböző határesetei vagy kompaktifikációi.
Az S-dualitási kapcsolatok (csatolási állandó transzformációja):
I típus <---S---> heterotikus-O
IIB típus <---S---> IIB típus
A T-dualitási kapcsolatok (kompaktifikációs sugár transzformációja):
IIA típus <---T---> IIB típus
heterotikus-O <---T---> heterotikus-E
Ezek a dualitások arra utalnak, hogy a különböző húrelméletek valójában egyetlen alapvető elmélet különböző aspektusai.